# Храм Иоанна Кронштадтского (Мелитополь)
Храм Иоанна Кронштадтского — православный храм в городе Мелитополе. Относится к Запорожской и Мелитопольской епархии Украинской Православной Церкви (Московского патриархата). Настоятель храма — протоиерей Игорь Зубко. Храм расположен по адресу ул. Куйбышева, 133-В.
Православная община храма была организована и зарегистрирована в 1991 году, через год после канонизации Иоанна Кронштадтского. В 1995 году приход возглавил молодой священник Игорь Зубко, и община получила для богослужений полуразрушенное здание. В короткий срок здание было отреставрировано, и 2 января 1996 года состоялась первая служба. Следующие 2 с половиной года в храме проходили регулярные богослужения, но одновременно вёлся поиск земельного участка для строительства нового храма. 

И, как всегда, не обошлось без небольшого чуда. Однажды в храм зашла женщина и, не скрывая своего удивления, рассказала историю о том, как ещё в 60-е годы она знала двух стариков братьев, которые на протяжении многих лет ходили молиться в лесопитомник. На вопрос: «зачем они ходят сюда?» — братья отвечали, что пройдет время, и на этом месте будет храм. И эта уже немолодая женщина любезно указала нам это место, которое оказалось пустырём.
— Сайт храма
Община занялась оформлением документов, необходимых для строительства храма на этом участке, и к началу 1998 года все необходимые разрешения были получены. Для временного совершения богослужений на территории стройки был установлен железнодорожный вагон. К осени 1998 года был заложен фундамент нового храма и начато возведение стен. В здание храма были заложены мощи Луки Крымского. К 2000 году на храме была устроена крыша и на центральном куполе установлен крест. После смерти в 2002 году мелитопольского предпринимателя Олега Олексенко, бывшего одним из главных спонсоров строительства храма, работы замедлились, но вскоре финансирование строительства продолжила семья Олега Олексенко.
2 января 2005 года, в день памяти праведного Иоанна Кронштадтского, храм был освящён архиепископом Запорожским и Мелитопольским Василием. В храме постоянно ведутся работы по отделке интерьера и росписи стен. Устанавливается иконостас с резными царскими вратами, осуществляется отделка лепниной  колонн храма и икон.
В конце 2008 года было начато строительство храмовой колокольни, а 26 ноября 2009 года колокольня уже была увенчана куполом и крестом. В этот же день впервые заиграли 8 колоколов, установленных на звоннице.